# Zwaantinus Bruins Slot
Zwaantinus Bruins Slot (Weesp, 7 juni 1903 – 23 november 1985) was een Nederlands politicus van de CHU.
Hij werd geboren als zoon van Pieter Bruins Slot (1876-1945) en Hanke Naber (1876-1943). Hij was nog maar 15 toen hij in Hoogeveen zijn carrière begon in de zuivelindustrie en rond 1923 maakte hij de overstap naar een bank waar hij ging werken als boekhouder. In 1926 werd Bruins Slot de gemeente-ontvanger in Hoogeveen. Begin 1939 volgde zijn benoeming tot burgemeester van Nijkerk. Van 1957 tot zijn pensionering in 1968 was hij de burgemeester van Alphen aan den Rijn. Hij overleed eind 1985 op 82-jarige leeftijd. 
In Nijkerk is naar hem de Bruins Slotlaan vernoemd; in Alphen aan den Rijn de Burgemeester Bruins Slotsingel. Zijn zoons Johan en Harm waren eveneens burgemeester. Harms dochter Hanke Bruins Slot werd Tweede Kamerlid en minister van Binnenlandse zaken en Koninkrijksrelaties in het Kabinet-Rutte IV.